# أبرام سميث بالمر
أبرام سميث بالمر (بالإنجليزية: Abram Smythe Palmer)‏ كان القس أبرام (1844 - 10 يوليو 1917) حاصل على شهادة الدكتوراه في اللاهوت، وهو المحاضر في كلية ترينيتي في دبلن، ويعمل في الصناعة المعجمية وهو، أيضًا، ميثوغرافي.

## روابط خارجية
- مؤلفات Abram Smythe Palmer في مشروع غوتنبرغ
- أعمال أو نبذة عن أبرام سميث بالمر على أرشيف الإنترنت
- Holytrinitysouthwoodford.org.uk
- Scholarworks.iu.edu